# Ясенець (Вишковський повіт)
Ясенець (пол. Jasieniec) — село в Польщі, у гміні Сомянка Вишковського повіту Мазовецького воєводства.
Населення — 91 особа (2011).
У 1975-1998 роках село належало до Остроленцького воєводства.

## Демографія
Демографічна структура станом на 31 березня 2011 року:
|          | Загалом | Допрацездатний вік | Працездатний вік | Постпрацездатний вік |
| -------- | ------- | ------------------ | ---------------- | -------------------- |
| Чоловіки | 48      | 13                 | 29               | 6                    |
| Жінки    | 43      | 11                 | 21               | 11                   |
| Разом    | 91      | 24                 | 50               | 17                   |